# Communauté de communes du Grand Châteaudun
Die Communauté de communes du Grand Châteaudun ist ein französischer Gemeindeverband mit der Rechtsform einer Communauté de communes im Département Eure-et-Loir in der Region Centre-Val de Loire. Der Gemeindeverband wurde am 1. Januar 2017 gegründet und umfasst 23 Gemeinden (Stand: 1. Januar 2019). Der Verwaltungssitz befindet sich im Ort Châteaudun.

## Historische Entwicklung
Der Gemeindeverband entstand mit Wirkung vom 1. Januar 2017 durch die Fusion der Vorgängerorganisationen
- Communauté de communes des Trois Rivières,
- Communauté de communes du Dunois und
- Communauté de communes des Plaines et Vallées Dunoises,

sowie Zugang von zehn Gemeinden der aufgelösten Communauté de communes du Perche Gouët.
Mit Wirkung vom 1. Januar 2018 wurden die Gemeinden Bullou und Mézières-au-Perche zu Communes déléguées der Commune nouvelle Dangeau. Da diese der Communauté de communes du Bonnevalais angehört, ist dadurch eine Änderung im Gebietsstand des hiesigen Verbandes eingetreten.
Mit Wirkung vom 1. Januar 2019 wurden die ehemaligen Gemeinden Saint-Denis-les-Ponts und Lanneray zu Communes déléguées der Commune nouvelle Saint-Denis-Lanneray. Dadurch verringerte sich die Anzahl der Mitgliedsgemeinden auf 23.

## Mitgliedsgemeinden
| Gemeinde                                   | Einwohner 1. Januar 2022 | Fläche km² | Dichte Einw./km² | Code INSEE | Postleitzahl |
| ------------------------------------------ | ------------------------ | ---------- | ---------------- | ---------- | ------------ |
| Brou                                       | 3.245                    | 19,83      | 164              | 28061      | 28160        |
| Chapelle-Guillaume                         | 182                      | 19,86      | 9                | 28078      | 28330        |
| Châteaudun                                 | 12.898                   | 28,48      | 453              | 28088      | 28200        |
| Cloyes-les-Trois-Rivières                  | 5.601                    | 119,19     | 47               | 28103      | 28220        |
| Commune nouvelle d’Arrou                   | 3.608                    | 145,3      | 25               | 28012      | 28290        |
| Conie-Molitard                             | 389                      | 15,17      | 26               | 28106      | 28200        |
| Dampierre-sous-Brou                        | 445                      | 14,56      | 31               | 28123      | 28160        |
| Donnemain-Saint-Mamès                      | 661                      | 12,78      | 52               | 28132      | 28200        |
| Gohory                                     | 319                      | 9,47       | 34               | 28182      | 28160        |
| Jallans                                    | 787                      | 8,99       | 88               | 28198      | 28200        |
| La Bazoche-Gouet                           | 1.230                    | 37,44      | 33               | 28027      | 28330        |
| La Chapelle-du-Noyer                       | 1.014                    | 13,31      | 76               | 28075      | 28200        |
| Logron                                     | 587                      | 22,64      | 26               | 28211      | 28200        |
| Marboué                                    | 1.124                    | 26,56      | 42               | 28233      | 28200        |
| Moléans                                    | 442                      | 11,09      | 40               | 28256      | 28200        |
| Moulhard                                   | 139                      | 11,17      | 12               | 28273      | 28160        |
| Saint-Christophe                           | 148                      | 6,13       | 24               | 28329      | 28200        |
| Saint-Denis-Lanneray                       | 2.095                    | 40,43      | 52               | 28334      | 28200        |
| Thiville                                   | 337                      | 27,8       | 12               | 28389      | 28200        |
| Unverre                                    | 1.212                    | 62,33      | 19               | 28398      | 28160        |
| Villampuy                                  | 298                      | 16,71      | 18               | 28410      | 28200        |
| Villemaury                                 | 1.300                    | 76,45      | 17               | 28330      | 28200        |
| Yèvres                                     | 1.673                    | 41,75      | 40               | 28424      | 28160        |
| Communauté de communes du Grand Châteaudun | 39.734                   | 787,44     | 50               | –          | –            |